# I Dream of Jeannie Cusamano
I Dream of Jeannie Cusamano 13. je epizoda HBO-ove televizijske serije Obitelj Soprano te ujedno završnica prve sezone. Napisao ju je David Chase, režirao John Patterson, a originalno je emitirana 4. travnja 1999.

## Radnja
Na Juniorovu sastanku sa svojim kapetanom, Jimmyjem Altierijem, šefu se čini očito da ovaj nosi mikrofon. Junior dopušta Tonyju da ga ubije. Christopher odvodi Jimmyja u hotel uz obećanje provoda s Ruskinjama. Ali po ulasku u hotelsku sobu, Silvio dolazi kroz stražnja vrata i ustrijeli Jimmyja u potiljak. Kasnije se pronalazi njegovo tijelo sa štakorom nabijenim u usta što je poruka kako se nagodio s FBI-em.
Na Tonyjevom terapeutskom sastanku s dr. Melfi, Melfi kaže Tonyju da njegov san (iz "Isabelle") sugerira kako ga njegova podsvijest upozorava na probleme s majkom. Kako je Tonyjev život u opasnosti, Melfi natukne kako je njegova majka mogla biti umiješana u odluku o lišavanju njegova života. Tony se razbjesni, razbije stakleni stol i napadne dr. Melfi, držeći je u stolici. Kaže joj kako je s njima gotovo i da je sretna da joj nije "razbio jebenu facu u pedeset tisuća komada".
Carmela i Rosalie Aprile ručavaju u novootvorenom Nuovo Vesuviu, novoj lokaciji restorana Artieja Bucca koji je otvorio novcem od osiguranja kojeg je dobio nakon što je originalni Vesuvio izgorio. Nailazi otac Phil Intintola i sjeda s njima. Razgovara o hrani i svojem satu koji je pripadao Jackieju Aprileu, a kojeg mu je nakon njegove smrti dala Rosalie.
Agenti FBI-a Dwight Harris i Grasso održavaju sastanak s Tonyjem i državnim tužiteljem agentom Cubitosom. Agenti daju Tonyju da presluša snimke iz Green Grovea kako bi ga pokušali uvjeriti da mu je život u opasnosti te da su umiješani njegovi majka i stric. Tony na vrpcama sluša kako Junior i Livia planiraju njegovo ubojstvo i razgovaraju o Tonyjevim posjetima dr. Melfi.
Artie posjećuje za krevet prikovanu Liviju i donese joj nešto hrane. Pomalo dezorijentirana, Livia kaže Artieju da je Tony spalio njegov restoran. Artie se kasnije s nabijenom puškom ispred Satriale'sa posvađa s Tonyjem, bijesan što je Tony uništio mjesto na kojem su radile tri generacije Buccovih. Tony porekne da je podmetnuo požar. Kaže kako je njegova majka zbunjena i senilna. Zakune se "majkom" da nije spalio restoran. Artie spusti pušku i razbije je na svojem autu.
U Bada Bingu, Tony obavještava Silvija, Paulieja i Christophera da je potvrdio kako je Junior bio taj koji mu je pokušao oduzeti život. Paulie sugerira kako bi Junior mogao pokušati dovršiti ono što je započeo, a Christopher istakne kako će Junior iskoristiti svoje ljude da obavi posao. Odlučuje se kako bi Chucky Signore trebao "nestati bez oglašavanja alarma". Tony i Silvio posjećuju Chuckyja u marini. Nakon što je s Chuckyjem započeo razgovor o velikoj ribi koju nosi, Tony izvuče pištolj iz ribinih usta i ustrijeli Chuckyja nekoliko puta. Silvio istovari iz auta nekoliko blokova cementa, nakon čega on i Tony utovaraju stvari na Chuckyjev brod i otplove.
Saznavši za majčinu upetljanost u plan njegove likvidacije, Tony nenajavljeno stiže u ured dr. Melfi ispričavajući se te je nagovori da ga opet počne primati i prizna kako se ono što je rekla o njegovoj majci bilo istina. Tony upozori Melfi da bi joj život mogao biti u opasnosti. Melfi mu pokuša pružiti pragmatične razloge zašto bi za bilo koje Tonyjeve neprijatelje bilo nepotrebno krenuti na nju, ali joj Tony kaže kako ništa od toga ne vrijedi. Kasnije, kad se Tony ponovno pojavi u njezinu uredu, čistač ga obavjesti kako je dr. Melfi na odmoru.
Artie posjećuje oca Phila i pita ga za savjet u vezi njegova bijesa i srdžbe koje osjeća prema Tonyju i životu. Kaže ocu Philu da ne može reći svojoj ženi Charmaine o požaru jer bi ona bila izvan sebe. Otac Phil savjetuje Artieju da kaže Charmaine i da preda Tonyja policiji. 
U Bingu, Tony kaže Silviju, Paulieju i Christopheru da viđa psihijatra zbog problema s nesvjesticama i depresijom te da Junior zna za psihijatra i da koristi situaciju protiv njega. Silviju ne smetaju novosti, a Paulie prizna kako je i sam jednom tražio sličnu pomoć kad je imao problema te da je "naučio neke vještine svladavanja". Christopher upita je li to slično bračnom savjetovalištu, a zatim se uzruja i izleti van.
U crkvi, noseći posudu s tjesteninom, Carmela iznenadno posjeti oca Phila, ali primijeti kako Rosalie i Phil uživaju u intimnom razgovoru dok on jede i hvali hranu koju mu je Rosalie donijela. Carmela odlazi bez riječi i baci tjesteninu u koš za smeće ispred crkve. 
Charmaine angažira Adrianu kao hostesu u Vesuviu i kaže Artieju da je vrlo zadovoljna novim restoranom. Nakon što Artie kasnije ugleda oca Phila, prizna kako nije priznao ženi jer je ona sretna restoranom i ne izražava svoju uobičajenu negativnost.
Mikey Palmice odlazi na jutarnje džogiranje. Paulie i Christopher počnu ga loviti po šumi gdje Mikey pada u potok. Christopher suoči Mikeyja s ubojstvom Brendana Filonea, dok se Paulie razbjesni misleći kako je tijekom trčanja zahvatio otrovni bršljan. Obojica isprazne svoje spremnike na Mikeyju.
FBI uhićuje Juniora, kapetana Larry Boya Baresea, podšefa Beppyja Sassa i trinaestoricu drugih. Televizijski reporter spominje kako je Mikey Palmice nestao i da je možda pobjegao. Tony od svojeg odvjetnika saznaje kako nije optužen jer se optužbe odnose na prijevare s telefonskim karticama i dionicama u koje on nije upetljan. Junioru biva ponuđena nagodba ako prizna da je Tony de facto šef obitelji, da vodi operacije iza Juniorovih leđa, uz pomoć nekih njujorških obitelji uključujući podšefa Johnnyja Sacka. Federalci žele veće mete u New Yorku, ali ponosni Junior tvrdoglavo odbije priznati takav scenarij o sebi i Tonyju.
Otac Phil posjećuje Carmelu s posuđenim filmom i upita za Tonyja, spomenuvši optužbe. Carmela istakne da je Phil licemjer koji osuđuje Tonyjev životni stil, ali uživa u Tonyjevoj hrani, audiovizualnoj opremi i vremenu s njegovom ženom. Otac se počne čuditi zašto ga ona smatra parazitom. Ona ga optuži da manipulira duhovno žednim ženama i spominje hranu i seksualne tenzije kao sastavne dijelove njegove igre. Shrvan, otac Phil odlazi samo promrmljavši "wow".
Tony odlazi u Green Grove kako bi se suočio sa svojom majkom, uzevši jastuk na putu do njezine sobe. Međutim, osoblje ga obavještava da je Livia pretrpila moždani udar. Dok Liviju odvoze u intenzivnu njegu s maskom za kisik na ustima, Tony odbaci jastuk, ali joj kaže kako zna što je učinila. Nakon što pomisli kako se ona smješka, osoblje ga jedva obuzdava.
U posljednjoj sceni Tonyja i njegovu obitelj nasred ceste zahvaća teška oluja i onemogućava im put do željenog odredišta. Umjesto toga, Tony odlazi u obližnji Nuovo Vesuvio. Tony, Carmela, A.J. i Meadow žure do vrata gdje Tony zamoli Artieja da ih pusti unutra. Artie, koji se sprema zatvoriti i kuha uz svijeće jer je nestalo struje, nevoljko otvori vrata i pusti ih unutra, gdje ugledaju Paulieja (s losionom za osip na licu) kako objeduje sa Silviom, te Christophera koji jede s Adrianom. Sopranovi sjedaju za stol, a Tony podiže zdravicu za svoju obitelj, podsjećajući ih da uživaju u "malim trenucima".

## Glavni glumci
- James Gandolfini kao Tony Soprano
- Lorraine Bracco kao Dr. Jennifer Melfi
- Edie Falco kao Carmela Soprano
- Michael Imperioli kao Christopher Moltisanti
- Dominic Chianese kao Corrado Soprano, Jr.
- Vincent Pastore kao Big Pussy Bonpensiero *
- Steven Van Zandt kao Silvio Dante
- Tony Sirico kao Paulie Gualtieri
- Robert Iler kao Anthony Soprano, Jr.
- Jamie-Lynn Sigler kao Meadow Soprano
- Nancy Marchand kao Livia Soprano

* samo potpis

### Gostujući glumci
- John Ventimiglia kao Artie Bucco
- Katherine Narducci kao Charmaine Bucco
- Frank Pellegrino kao Frank Cubitoso

#### Ostali gostujući glumci
| - Al Sapienza kao Mikey Palmice - Paul Schulze kao Otac Phil - Drea de Matteo kao Adriana - Tony Darrow kao Larry Boy Barese - George Loros kao Raymond Curto - Joe Badalucco, Jr. kao Jimmy Altieri - Sal Ruffino kao Chucky Signore - Sharon Angela kao Rosalie Aprile - John Area kao državni odvjetnik - George Bass kao domar | - Gene Canfield kao policajac - Frank Dellarosa kao bolničar - Santiago Douglas kao Jeremy Herrera - Militza Ivanova kao Ruskinja - Frank Pando kao Agent Grasso - Annika Pergament kao voditeljica vijesti - Michele Santopietro kao JoJo Palmice - Matt Servitto kao Agent Harris - Candy Trabucco kao gđica Giaculo |

## Prvo pojavljivanje
- Agent Cubitoso: agent FBI-a na čelu istrage protiv zločinačke obitelji Soprano i Tonyja Soprana.

## Umrli
- Jimmy Altieri: Christopher ga namami u hotel, a Silvio ga ustrijeli u zatiljak zbog moguće povezanosti s FBI-em.
- Chucky Signore: u marini ga ubija Tony zbog urote s Juniorom.
- Mikey Palmice: stjeran i ubijen u šumi od strane Paulieja i Christophera zbog urote s Juniorom.

## Naslovna referenca
- Naslov epizode je igra riječima naslova televizijske serije iz šezdesetih I Dream of Jeannie, koja se i sama referira na pjesmu "Jeanie with the Light Brown Hair".
- Tony zapravo ne sanja Jeannie Cusamano. Halucinira o Isabelli te ima erotske snove o dr. Melfi. Na terapiji, Tony dr. Melfi iznosi erotski san identificirajući Jeannie Cusamano kao objekt svoje žudnje, prešutivši da je to zapravo sama Melfi.

## Glazba
- Pjesma koja svira tijekom scene ubojstva u hotelu je "Wood Cabin" sastava Saint Etienne.
- Pjesma koja svira odmah nakon što Tony ubije Chuckyja Signorea je "It's Bad You Know" R.L. Burnsidea.
- Pjesma koja svira na kraju epizode je "State Trooper" Brucea Springsteena.

## Vanjske poveznice
- I Dream of Jeannie Cusamano u internetskoj bazi filmova IMDb-a